# Dichocrocis bistrigalis
Dichocrocis bistrigalis là một loài bướm đêm trong họ Crambidae.